# Ernst Götsch

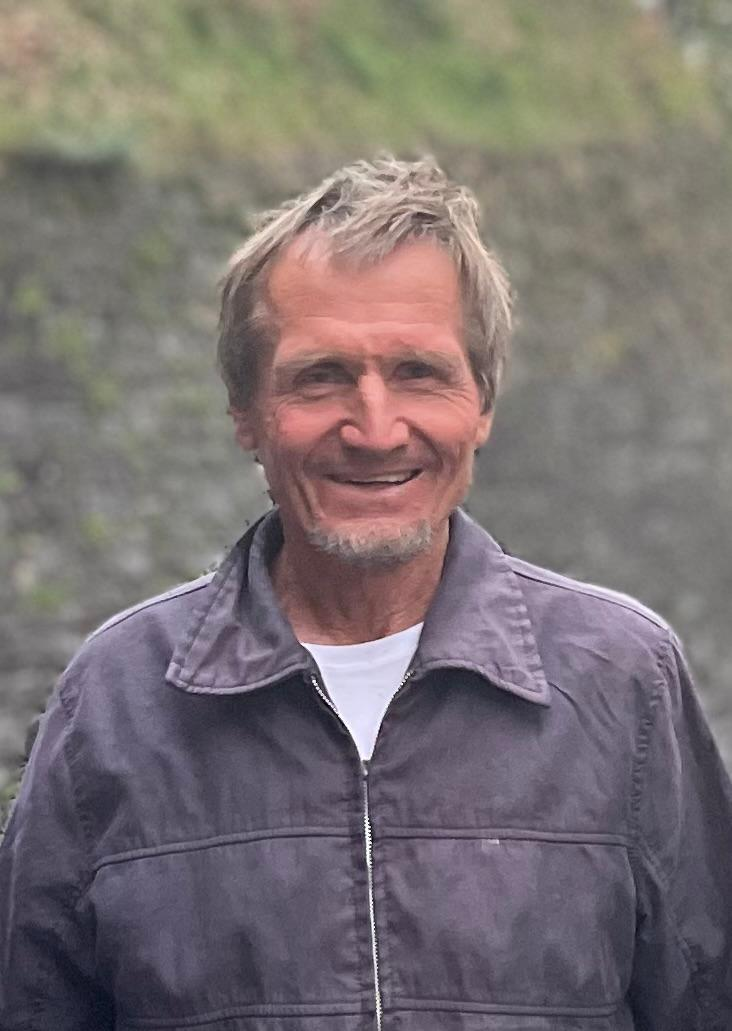
Ernst Götsch, 2022

Ernst Götsch (* 1948 in Raperswilen) ist ein Schweizer Agronom, der in Brasilien eine neue Methode der Landwirtschaft, den syntropischen Landbau, entwickelte.

## Werdegang
Ernst Götsch ist ein Agronom und Forscher, geboren 1948 im thurgauischen Raperswilen. Nach seiner Ausbildung zum Agronomen arbeitete er an der Verbesserung der Genetik an der Eidgenössischen Forschungsanstalt für landwirtschaftlichen Pflanzenbau FAP-Reckenholz in Zürich (heute Agroscope). Im Verlauf seiner Forschungstätigkeit kam er zur Überzeugung, dass die Antworten, die er als Forscher suchte, nicht im Labor zu finden waren. Aus diesem Grund beendete er seine Arbeit an der Forschungsanstalt in Reckenholz. Ab 1974 pachtete er in der Schweiz und in Deutschland Boden, um Experimente im Feld zu betreiben. Stimuliert von den Ansätzen des ökologischen Landbaus, die von Hans Peter Rush und Hans Müller entwickelt wurden, kombinierte er den Anbau von Gemüse, Knollenfrüchten, Getreide und Obstbäumen, auf der Suche nach Wechselwirkungen, welche die Produktivität erhöhen.
Aufgrund seiner vielversprechenden Experimente und wissenschaftlichen Tätigkeit bekam er Arbeitsangebote aus verschiedenen Ländern. In Namibia und Costa Rica (1979–1982) konnte er neue Erfahrungen in anderen sozialen Kontexten und unter anderen klimatischen Bedingungen sammeln. In den frühen 1980er Jahren wanderte er nach Brasilien aus und liess sich auf einer Fazenda in der Kakaozone im Süden Bahias nieder, wo er dank einer Partnerschaft mit einem Landsmann auf einer degenerierten Bodenfläche von 480 ha Kakao produzieren wollte. Vorher musste die Degeneration des Bodens rückgängig gemacht werden. Er wollte seine Erfahrungen, die er in Europa, Namibia und Costa Rica gemacht hatte, auf dem eigenen Boden unter Beweis stellen.
In den nächsten Jahren forstete er das Anwesen auf und führte Kakao als Hauptkultur ein. Dabei entwickelte und verfeinerte er eine Reihe von Prinzipien und Techniken, die es ermöglichen, die Dynamik der Nahrungsmittelproduktion mit der natürlichen Regeneration der Wälder zu verbinden, die so genannte syntropische Landwirtschaft.
Ernst Götsch lebt mit seiner Frau und zwei Kindern in Piraí do Norte, wo er seit den 1980er Jahren die Fazenda Olhos d’Água bewirtschaftet.

## Syntropische Agrokultur

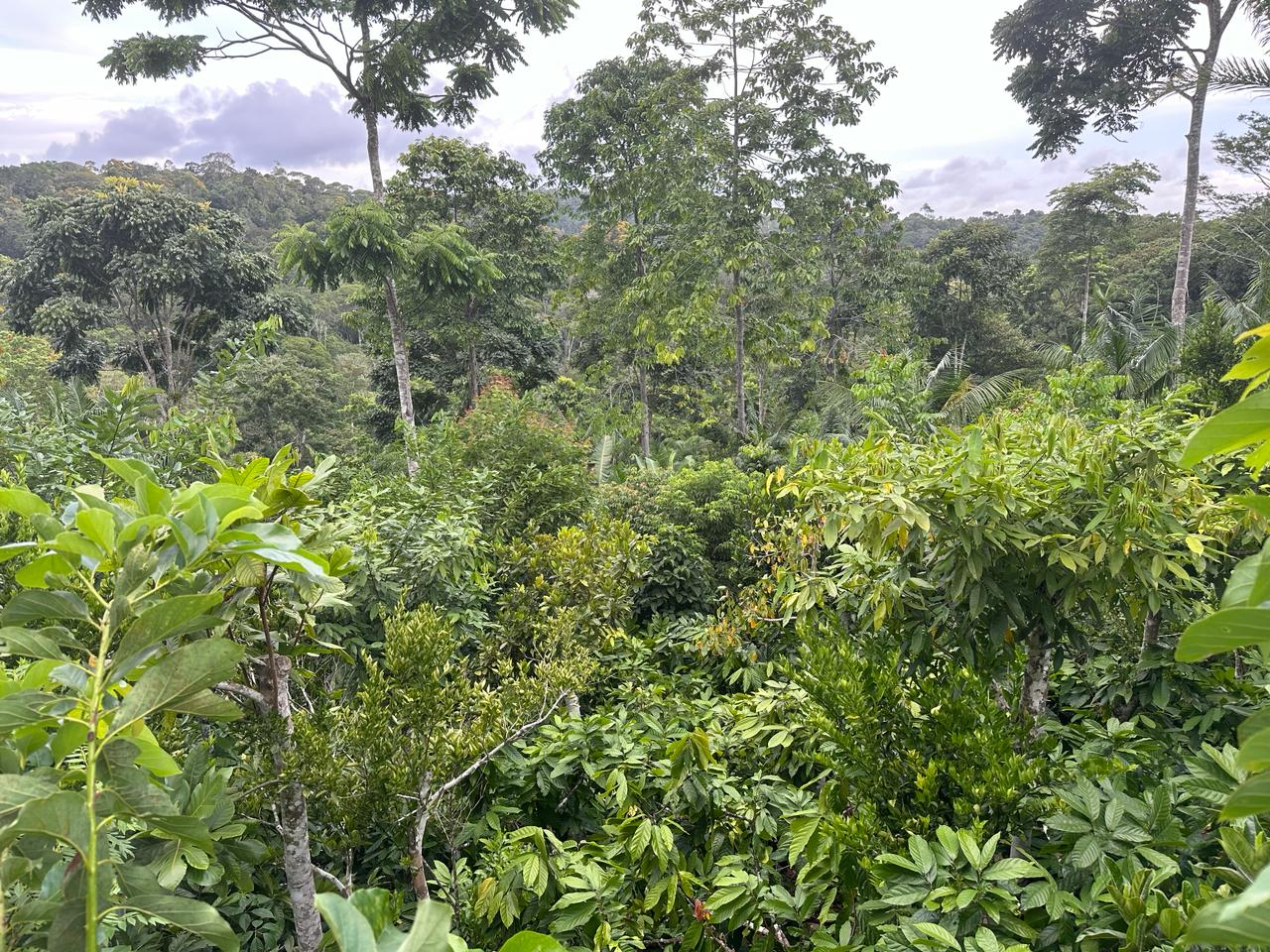
Fazenda Olhos D’Água, 2023

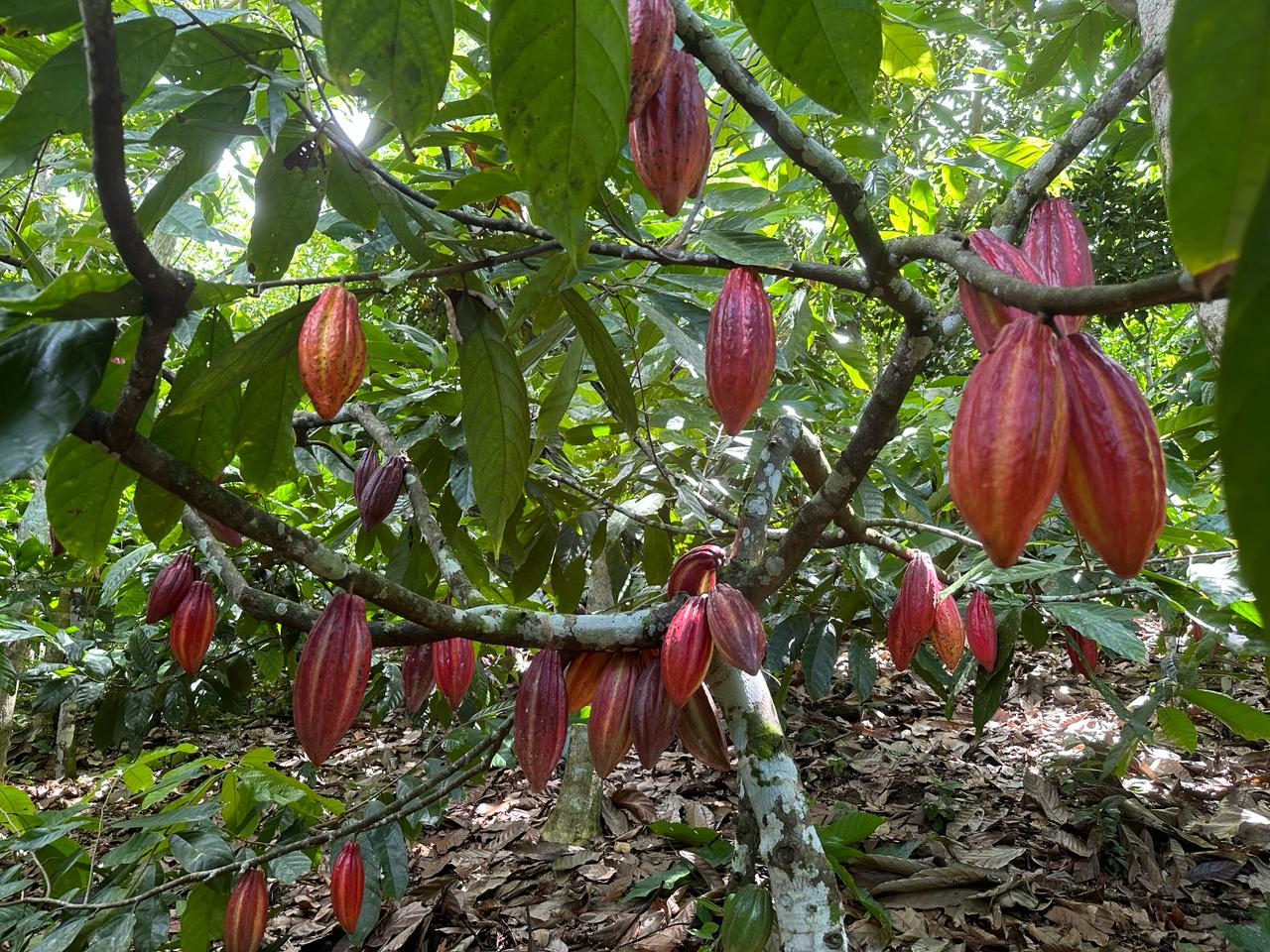
Kakaobaum mit Früchten, Fazenda Olhos D’Água, BA, Brasilien

Als Götsch in seinen Mischkulturen aus Gemüse, Knollenfrüchten und Getreide auch den Obstanbau in seine Versuche einbezog, stellte er weitere Vorteile fest: Bäume beleben sowohl durch organische Stoffe aus dem Holz als auch durch die Interaktion mit anderen Arten das System. Darauf ging er noch einen Schritt weiter. Er beschloss, die Mischkulturen noch vielfältiger zu kombinieren, und zwar nicht nur kurzzyklische, sondern er wollte Arten aus allen Stadien der Waldbesiedlung einbeziehen. Er wollte der Dynamik der natürlichen Sukzession der Pflanzen in seiner Landwirtschaft Raum geben. Wie im Wald förderte er Ökosysteme mit immer breiteren Organisationsstufen. Dabei beobachtete er genau, wie sich die Pflanzen entwickeln. Seine Ergebnisse veröffentlichte er 1995 in Break-through in Agriculture und 1996 in O renascer da agricultura. Sein Wissen und seine Erfahrungen gab er in zahlreichen Kursen an der Tibã, dem Instituto de Tecnologias Intuitivas e Bio-Arquitectura in Rio de Janeiro, weiter. Seine Arbeit wurde als «Successional Agroforestry» bezeichnet.
Beim Jäten achtete Götsch darauf, dass er nur jene Gräser, krautigen Arten und Ranken entfernte, die ihr Reifestadium erreicht hatten. Alle anderen einheimischen Kräuter, Bäume und Palmen durften wachsen und ihre wichtige Funktion bei der Bodenverbesserung erfüllen. In der Gegenwart der einheimischen Pflanzen gediehen die kultivierten Pflanzen gut. Götsch erklärt, dass viele einheimische Pflanzen bei richtigem Umgang ausgezeichnete Begleiter für die Kulturpflanzen seien, da sie gut an die vorhandenen Bodenbedingungen angepasst sind. Wenn sie jung sind, würden sie das Wachstum der Kulturpflanzen stimulieren und Schädlinge und Krankheiten abwehren. Ausserdem schützten und verbesserten sie den Boden, da sie erheblich zur Vermehrung der organischen Substanz beitragen würden und somit eine wertvolle Quelle für organischen Dünger darstellten, der indirekt zu einer Korrektur des pH-Werts des Bodens führe.

## Ganzheitlicher Ansatz von Götsch
Laut Götsch haben alle Lebewesen, jedes Individuum, jede Spezies und jede Generation eine bestimmte Aufgabe, der sie von sich aus nachzukommen suchen, nämlich das Leben zu erhalten und zu optimieren. Deshalb sieht Götsch in den Raubtieren nicht Feinde der gejagten Beute, sondern deren Korrektiv. Raubtiere haben von der Natur die Aufgabe, eine bestimmte Population in Grenzen zu halten und dafür zu sorgen, dass sich über Generationen die Besten fortpflanzen. So sei es auch mit dem, was wir Schädlinge oder Unkraut nennen. In Wirklichkeit seien das Nützlinge. Wenn man die Prozesse verstehe, liessen sie sich auch für die Landwirtschaft nutzen. So lasse er junges Unkraut wachsen, weil es das Wachstum auch der Kulturpflanzen anrege. Wenn das Unkraut grösser werde, müsse es gestutzt werden, und wenn es die Reifephase erreicht habe, könne es ausgerissen oder umgehauen werden und liefere als Biomasse wichtige Stoffe für den Boden.
Der Mensch habe ein gestörtes Verhältnis zum Wald, meint Götsch. Der Mensch habe sich vor rund 35.000 Jahren in der trockensten Phase der letzten Eiszeit entwickelt. Der Wald, der sich viel später über die Landmassen ausbreitete, stellte für den Menschen eine Bedrohung dar. Dieses gestörte Verhältnis zum Wald präge unseren Instinkt bis heute. Alle grossen Kulturen drängten den Wald zurück, trieben Raubbau an ihm, was zur Erschöpfung des Bodens und der übrigen Rohstoffe und letztlich zum Untergang des Reiches führte. Das könne man bei den Römern, aber auch bei den Mayas sehen. Und neuere Kulturen hätten den gleichen Fehler bis heute begangen. Die moderne Landwirtschaft führe einen Krieg mit Pestiziden, Insektiziden und Gentechnik gegen alles, was nicht Kulturpflanze sei. Götsch nennt das war-farming im Gegensatz zu seiner Herangehensweise, die in Schädlingen keine Feinde, sondern Komplizen sieht. Jede Art habe ihre von der Natur gegebene Aufgabe. Wenn man diese Aufgabe verstehe, könne ein Schädling als Nützling dienen. Das sei peace-farming, Landwirtschaft nicht gegen, sondern mit der Natur, erklärt Götsch.

## Rezeption
Eine Forschergruppe um Rafaela Martins da Silva bilanzierte 2021, dass das System der successional agroforestry in Brasilien noch kaum verbreitet sei. In diesem Zusammenhang erwähnenswert seien die Projekte der Fazenda Sucupira in der unteren südlichen Region des Bundesstaates Bahia, das Ribeira-Tal im Bundesstaat São Paulo, in der Region Paraty an der Südküste des Bundesstaates Rio de Janeiro sowie in den Betrieben von Ernst Götsch und Henrique Sousa, beide im Bundesstaat Bahia, und weitere brasilianische Biome. Die Journalisten Mirela Tavares und Balz Rigendinger trugen Fakten und Stellungnahmen zu Ernst Böschs syntropischer Landwirtschaft zusammen. Demnach verbreiten Götschs Anhänger die syntropische Landwirtschaft in Kursen, in sozialen Netzwerken; auch in Reality-TV-Formaten finden seine Ideen und Praktiken ein beachtliches Publikum. Auch brasilianische Grossbauern interessieren sich seit einiger Zeit für die Anbaumethoden von Götsch. Pasini stellt in seiner Studie zusammenfassend fest, dass die Grundlage von Ernst Götschs syntropischer Landwirtschaft die klassischen Prinzipien und Konzepte der Gemeinschaftsökologie (insbesondere Sukzession und Förderung), der Ökophysiologie und der funktionellen Ökologie (Akklimatisierung, Anpassung, Toleranz, Stress, Nährstoffkreislauf) sind. Zudem ordnet er die syntropische Landwirtschaft dem Universum der nachhaltigen Landwirtschaft zu, sie sei insbesondere eine Form der Sukzessionslandwirtschaft oder des Agroforstsystems, jedoch mit der Besonderheit, dass sie auf natürlichen Fruchtbarkeitsprozessen basiere, die von der Logik der Syntropie (einer komplementären Tendenz zur Entropie) geleitet werde. Götsch selbst wünscht sich, dass seine Landwirtschaft weltweit Anhänger finde und das war-farming, wie er die konventionelle Methode nennt, mit der Feinde mit Pestiziden und Insektiziden bekämpft werden, vom peace-farming, in dem die Organismen untereinander kooperieren, zur vorherrschenden Methode der Landwirtschaft werde.

## Veröffentlichungen
- Break-through in agriculture (= Caderno de TA). AS-PTA, Rio de Janeiro Mai 1995 (englisch, naturefund.de [PDF; 184 kB]).e

## Ehrungen, Preise
- 2015 wurde Götsch in São Paulo mit dem Prêmio Trip Transformadores für die Erfolge mit seiner Agroforstwirtschaft ausgezeichnet.[13]
- 2019 wurde Götsch in Salvador mit dem Nelson-Mandela-Preis für seine Verdienste bei der Entwicklung des syntropischen Landbaus geehrt.[14]